# Julianna Avdějevová
Julianna Andrejevna Avdějevová (rusky Юлиа́нна Андре́евна Авде́ева, * 3. července 1985, Moskva) je ruská koncertní klavíristka.

## Hudební činnost
Roku 2010 zvítězila na varšavské Chopinově soutěži a stala se tak čtvrtou ženou, jíž se to podařilo (před ní se vítězkami staly Halina Czerny-Stefańska, Bella Davidovichová roku 1949 a Martha Argerichová roku 1965).
Roku 2011 vystoupila na festivalu Pražské jaro s Českou filharmonií.